# Орора (Онтарио)
Орора (енгл. Aurora) је градић у Канади у покрајини Онтарио. Према резултатима пописа 2011. у граду је живело 53.203 становника.

## Становништво
Према резултатима пописа становништва из 2011. у граду је живело 53.203 становника, што је за 11,7% више у односу на попис из 2006. када је регистровано 47.629 житеља.
| 2006.  | 2011.  | 2016.  |
| ------ | ------ | ------ |
| 47.629 | 53.203 | 55.445 |